# Zenzenzense
«Zenzenzense» (яп. 前前前世 дзэндзэндзэнсэ, «Прошлая, прошлая, прошлая жизнь») — песня японской рок-группы RADWIMPS. Использовалась как одна из четырёх музыкальных тем аниме-фильма «Твоё имя» и вошла в его саундтрек. Песня возглавила хит-парад Japan Hot 100, её продажи достигли одного миллиона копий.

## Выпуск
Песня была выпущена 25 июля 2016 года как промосингл к альбому-саундтреку Your Name, который вышел 24 августа. Несколько изменённая оригинальная версия песни вместе с другой вокальной композицией для фильма, «Sparkle», была включена в восьмой студийный альбом группы — Human Bloom.
Перед премьерой фильма в Северной Америке в апреле 2017 года RADWIMPS перезаписали четыре вокальные композиции из фильма, в том числе «Zenzenzense», исполнив их на английском языке. Об английской версии стало известно на радиопередаче School of Lock! в эфире Tokyo FM 23 января 2017 года. 27 января она была издана в цифровом формате.

## Чарты и продажи
| Чарт (2016—2017)                                    | Высшая позиция |
| --------------------------------------------------- | -------------- |
| Japan Hot 100 (Billboard Japan)                     | 1              |
| Japan Hot 100 (Billboard Japan) (английская версия) | 20             |
| Japan Hot Animation (Billboard Japan)               | 1              |
| Japan Radio Songs (Billboard Japan)                 | 1              |
| Gaon Music Chart                                    | 92             |
| World Digital Song Sales (Billboard)                | 9              |

| Чарт (2016)                           | Высшая позиция |
| ------------------------------------- | -------------- |
| Japan Hot 100 (Billboard Japan)       | 2              |
| Japan Hot Animation (Billboard Japan) | 1              |
| Japan Radio Songs (Billboard Japan)   | 1              |

| Страна           | Сертификация | Продажи   |
| ---------------- | ------------ | --------- |
| Япония           | миллион      | 1 000 000 |
| Республика Корея | —            | 205 497   |